# Utdelningsdiskonteringsmodell
En utdelningsdiskonteringsmodell är ett sätt att värdera finansiella tillgångar, vanligen aktier. Modellen går ut på att man räknar ihop värdet på kommande och förväntade utdelningar och vinster med ränteberäkningar. I grunden är detta mycket enkelt, men felaktiga antaganden påverkar modellen mycket, då den är känslig för små förändringar. 
Modellen är en utveckling av Nuvärdesmetoden. Genom att låta nuvarande kapitaltillväxten skatta hur tillväxen kommer att ske  i framtiden och diskontera dessa minus kapitalkostnaderna till sitt nuvärde, därigenom ges ett numeriskt värde som representerar värdet på tillgången. I grunden använder modellen tre variabler, nuvarande aktiepris, den normala kapitaltillväxten och kostnaden för bolagets kapital.
Modellen kallas även Gordons tillväxtmodell efter Myron J. Gordon.